# Ana Maria Iuganu
Ana Maria Iuganu (n. pe 25 februarie 1990, în Roman) este o handbalistă din România care joacă pentru clubul SCM Gloria Buzău pe postul de extremă stânga. De asemenea, ea a fost componentă a echipelor naționale de tineret a României, senioare B și senioare A.

## Biografie
Ana Maria Iuganu a început să joace handbal la vârsta de 13 ani, sub îndrumarea profesoarei Eugenia Tăbuci. Ea și-a făcut junioratul la Liceul cu Program Sportiv din Roman, de unde a fost apoi selectată la Centrul Național Olimpic de Excelență Râmnicu Vâlcea. În august 2009, Iuganu a participat cu echipa României la Campionatul European de tineret, desfășurat în Ungaria.
Handbalista a absolvit Facultatea de Educație Fizică a Universității „Ștefan cel Mare” din Suceava și a fost componentă a echipei de handbal feminin a acestei instituții de învățământ superior, cu care a evoluat în campionatul național universitar al României.
La încheierea perioadei de juniorat, Ana Maria Iuganu a fost cooptată de clubul de senioare HCM Roman. În septembrie 2012, Iuganu a fost convocată de antrenorul Gheorghe Tadici la lotul de senioare B al echipei naționale a României pentru Trofeul Carpați.
Pe 22 ianuarie 2013, Ana Maria Iuganu a fost operată la genunchi în urma unei accidentări și a fost obligată să stea mai multe luni departe de terenul de joc. Iuganu a revenit în sezonul 2013-2014 al Ligii Naționale și și-a ajutat echipa să ajungă până în finala Cupei României. Ea a fost cea mai bună marcatoare a HCM Roman în trei din cele patru meciuri disputate de echipa romașcană în această competiție, în sferturi, semifinale și finală.
În 2018, Iuganu s-a transferat la SCM Râmnicu Vâlcea, iar la sfârșitul sezonului 2018-2010 a semnat cu SCM Gloria Buzău. În 2021, Iuganu s-a transferat la CS Gloria 2018 Bistrița-Năsăud. După un sezonu petrecut la echipa bistrițeană, Iuganu s-a întors la SCM Gloria Buzău.

## Palmares
- Liga Națională:
  -  Câștigătoare: 2019

- Supercupa României
  -  Câștigătoare: 2018
  - Finalistă: 2014, 2016

- Cupa României:
  - Finalistă: 2014, 2016
  -  Medalie de bronz: 2020

- Cupa Cupelor EHF:
  - Optimi de finală: 2015

- Liga Europeană:
  - Turul 3: 2021

- Cupa EHF:
  - Optimi de finală: 2016